# Studio Muoto
Studio Muoto (Finnisch: Form) ist ein französisches Architekturbüro, das 2003 von Gilles Delalex und Yves Moreau in Paris gegründet wurde.

## Partner
Gilles Delalex (* 1972 in Frankreich) studierte Architektur und Stadtplanung in Grenoble und Montreal und promovierte in Kunst an der Aalto-Universität. Seit 1998 ist er Forschungsstipendiat am Liat Lab. Delalex lehrte an der Porto Academy (2018) und aktuell als Professor an der École Nationale Supérieure d’Architecture Paris-Malaquais.
Yves Moreau (* 1976 in Niederlande-Belgien) studierte bis 1998 Architektur an der Ecole des Arts de Saint Luc in Brüssel und bis 2000 an der Chalmers Teknista Högskala in Göteborg. Anschließend arbeitete er bis 2001 bei Blå Arkitektur Landskap in Johanneshov und von 2001 bis 2006 bei Christian Dior und Dominique Perrault. Moreau lehrte als Internationaler Gastprofessor an der Peter Behrens School of Arts (2020–2021).
2023 kuratierten Delalex und Moreau gemeinsam mit Georgi Stanishev den Französischen Pavillon Ball Theater auf der 18. Architekturbiennale Venedig.

## Bauwerke
- 2003: 1. Preis für Villeurbanne bei Europan 7
- 2012–2016: Public Condenser der Universität Paris-Saclay, Gif-sur-Yvette mit Bollinger & Grohmann[4][5][6]
- 2017: Educational Cluster, Clichy-la-Garenne
- 2017: Bürogebäude, Moussy-le-Neuf
- 2017: 34 Wohnungen, Kindertagesstätten und Notaufnahme, Paris mit Bollinger & Grohmann[7]
- 2018: Schule, Boulogne-Billancourt[8]
- 2021: Magasin 4, Brüssel[9]
- 2022: Innovation Hall, Montpellier

## Auszeichnungen und Preise
- 2008: Nouveaux Albums des Jeunes Architectes and Paysagistes für Yves Moreau
- 2014: Silbermedaille – Holcim Award für Public Condenser, Gif-sur-Yvette
- 2016: Prix de l’Équerre d’argent
- 2017: Bauwelt Preis für Public Condenser, Gif-sur-Yvette[10][11]
- 2022: AR Public Award für Public Condenser, Gif-sur-Yvette[12]

## Bücher
- 2G N.79 Studio Muoto. Walther König Verlag, Köln 2019, ISBN 978-3-7533-0191-4
- Luis Fernández-Galiano (Hg.): AV Proyectos 109: Studio Muoto. Arquitectura Viva SL, Madrid 2022
- Cristian Stefanescu (Hg.): Project Stories Volume 1. Architectural Practice Today. Atelier Tomas Dirrix – Studio Muoto – Erika Nakagawa Office. Bergen School of Architecture, Bergen 2022